# Tatiana Rodríguez
Tatiana Rodríguez Romero née le 8 novembre 1980 est une mannequin mexicaine, première dauphine du concours de beauté Nuestra Belleza México (Miss Mexique) 2000. Elle représenta son pays lors de Miss Monde à Sun City en Afrique du Sud le 16 novembre 2001. Elle est la seule dauphine de Nuestra Belleza México pour l'état de Campeche.